# Chilehärmtrast
Chilehärmtrast (Mimus thenca) är en fågel i familjen härmtrastar inom ordningen tättingar.

## Utseende
Chilehärmtrasten känns igen på tydligt ljust ögonbrynsstreck, mörkt mustaschstreck och mörka streck på flankerna. I flykten syns tydliga vita hörn på stjärten. Den är den enda härmtrasten i sitt utbredningsområde. 

## Utbredning och systematik
Fågeln förekommer utefter kusten i Chile från Atacama till Provincia de Valdivia. Den behandlas som monotypisk, det vill säga att den inte delas in i några underarter.

## Levnadssätt
Chilehärmtrasten är en vanlig och ofta påträffad fågel i öppna och halvöppna miljöer, framför allt matorral och snåriga sluttningar, men även i stadsparker och odlingsbygd. Den ses ofta sittande på telefontrådar och stolpar eller springande utmed vägrenar med stjärten rest. 

## Status
Arten har ett stort utbredningsområde och beståndet anses stabilt. Internationella naturvårdsunionen IUCN listar den därför som livskraftig (LC).

## I kulturen
Fågeln finns på chilenska frimärken i valören 160 CLP.